# Circonscription de Darimo
La circonscription de Darimo est une des 177 circonscriptions législatives de l'État fédéré Oromia, elle se situe dans la Zone Illubabor. Son représentant actuel est Telahun Tamru Terfe.